# Diphyus longimanus
Diphyus longimanus là một loài tò vò trong họ Ichneumonidae.